# Eleições estaduais em Goiás em 1970
As eleições estaduais em Goiás em 1970 ocorreram em duas etapas conforme previa o Ato Institucional Número Três e assim a eleição indireta do governador Leonino Caiado e do vice-governador Ursulino Leão foi em 3 de outubro e a escolha dos senadores Osires Teixeira, Benedito Ferreira e Emival Caiado, 11 deputados federais e 33 estaduais ocorreu em 15 de novembro a partir de um receituário aplicado aos 22 estados e aos territórios federais do Amapá, Rondônia e Roraima. Em todo o país a ARENA obteve a maior parte dos cargos em disputa.
Descendente de importante família goiana, o governador Leonino Caiado nasceu na cidade de Goiás e diplomou-se em Engenharia Civil na Universidade Federal do Rio de Janeiro com especialização em espeleologia. Primeiro ocupante do Palácio das Esmeraldas escolhido pela sistemática da eleição indireta após decisão do presidente Emílio Garrastazu Médici, começou sua vida profissional na época da construção de Brasília indo trabalhar no Departamento Nacional de Estradas de Rodagem (DNER) compondo depois a equipe do interventor Emílio Ribas Júnior como secretário de Planejamento e executor do Plano de Obras de Goiás. Ocupou a prefeitura de Goiânia após a cassação de Iris Rezende em 1969 e no ano seguinte estava filiado à ARENA ao ser escolhido governador de Goiás. O novo vice-governador do estado é o advogado e deputado estadual Ursulino Leão.
Na eleição de senador a ARENA elegeu seus candidatos e dentre eles estava o advogado e economista Osires Teixeira. Nascido em Santa Cruz de Goiás e formado na Universidade Federal de Goiás com especialização pela Fundação Getúlio Vargas, em 1962 foi eleito deputado estadual (PSD) e vice-governador de Goiás em 1965 na chapa de Otávio Lage. Depois veio o comerciante Benedito Ferreira que, nascido em Ipameri, foi eleito deputado federal em 1966. Registre-se que cassados João Abraão e seu suplente via Ato Institucional Número Cinco em 16 de janeiro de 1969, foi aberta uma terceira vaga a ser renovada em 1974 e esta coube a Emival Caiado, primo e conterrâneo do governador Leonino Caiado. Outrora deputado estadual e exercendo o quarto mandato na Câmara dos Deputados, Emival Caiado renunciaria em favor de Leoni Mendonça nos últimos meses de mandato em protesto pela não concessão de uma sublegenda para que pudesse disputar um novo mandato como companheiro de chapa de Manoel dos Reis Silva, este derrotado por Lázaro Barbosa. Foi a única vez que a ARENA elegeu senadores em Goiás pelo voto direto.
Conhecidos os resultados do pleito, a família Caiado foi beneficiada pela votação da ARENA e elegeu pelo menos um representante em cada esfera de poder enquanto a família de Pedro Ludovico Teixeira não elegeu ninguém. Para o MDB a cassação de seu líder foi seguida pela de Iris Rezende, contudo o partido elegeu quatro dos onze deputados federais e doze dos trinta e três estaduais cabendo os demais assentos ao partido governista. A influência do clã Caiado na política goiana, porém, diminuiu gradualmente após o governo Leonino Caiado que, embora fosse o mais jovem dos governadores indicados em 1970 (nasceu em 14 de outubro de 1933), preferiu deixar a vida pública dedicando-se à agropecuária.

## Resultado da eleição para governador
A eleição foi decidida pela bancada da ARENA na Assembleia Legislativa de Goiás enquanto os vinte deputados do MDB se dividiram entre cinco abstenções, um voto em branco e quatorze ausências.
| Candidatos a governador do estado | Candidatos a vice-governador | Número | Coligação             | Votação | Percentual |
| --------------------------------- | ---------------------------- | ------ | --------------------- | ------- | ---------- |
| Leonino Caiado ARENA              | Ursulino Leão ARENA          | -      | ARENA (sem coligação) | 25      | 100%       |

## Resultado das eleições para senador
Com informações do Tribunal Superior Eleitoral que apurou 1.589.099 votos válidos (82,51%), 307.834 votos em branco (15,98%) e 29.085 votos nulos (1,51%) resultando no comparecimento de 1.926.018 eleitores.
| Candidatos a senador da República | Candidatos a suplente de senador | Número | Coligação             | Votação | Percentual |
| --------------------------------- | -------------------------------- | ------ | --------------------- | ------- | ---------- |
| Osires Teixeira ARENA             | Elias Abraão ARENA               | -      | ARENA (sem coligação) | 283.296 | 17,83%     |
| Benedito Ferreira ARENA           | José Caixeta ARENA               | -      | ARENA (sem coligação) | 282.685 | 17,79%     |
| Emival Caiado ARENA               | Leoni Mendonça ARENA             | -      | ARENA (sem coligação) | 278.640 | 17,53%     |
| Raul Balduíno de Souza MDB        | Zanor Magalhães MDB              | -      | MDB (sem coligação)   | 260.272 | 16,38%     |
| Pedro Ludovico Júnior MDB         | Onofre Quinan MDB                | -      | MDB (sem coligação)   | 249.472 | 15,70%     |
| Gerson de Castro Costa MDB        | Getúlio de Lima MDB              | -      | MDB (sem coligação)   | 234.734 | 14,77%     |

## Deputados federais eleitos
São relacionados os candidatos eleitos com informações complementares da Câmara dos Deputados.

Representação eleita
  ARENA: 7
  MDB: 4

Fonteː
| Deputados federais eleitos | Partido | Votação | Percentual | Cidade onde nasceu | Unidade federativa |
| Jarmund Nasser             | ARENA   | 45.143  |            | Caiapônia          | Goiás              |
| Brasílio Caiado            | ARENA   | 41.917  |            | Goiás              | Goiás              |
| José Freire                | MDB     | 40.280  |            | Arraias            | Tocantins          |
| Siqueira Campos            | ARENA   | 35.568  |            | Crato              | Ceará              |
| Rezende Monteiro           | ARENA   | 33.993  |            | Caiapônia          | Goiás              |
| Juarez Bernardes           | MDB     | 33.386  |            | Planaltina         | Goiás              |
| Henrique Fanstone          | ARENA   | 31.769  |            | Anápolis           | Goiás              |
| Anapolino de Faria         | MDB     | 30.180  |            | Anápolis           | Goiás              |
| Fernando Cunha             | MDB     | 27.390  |            | Itumbiara          | Goiás              |
| Ary Valadão                | ARENA   | 25.845  |            | Anicuns            | Goiás              |
| Vilmar Guimarães           | ARENA   | 18.303  |            | Rio Verde          | Goiás              |

## Deputados estaduais eleitos
Segundo o Tribunal Superior Eleitoral a ARENA conquistou vinte e uma das trinta e três vagas em disputa contra doze do MDB.

Representação eleita
  ARENA: 21
  MDB: 12

Fonteː
| Deputados estaduais eleitos          | Partido | Votação | Percentual | Cidade onde nasceu | Unidade federativa |
| Luiz Barreto Correia de Menezes Neto | ARENA   | 15.181  |            | Itumbiara          | Goiás              |
| Elcival Caiado                       | ARENA   | 14.720  |            | Goiás              | Goiás              |
| Ademar Santillo                      | MDB     | 13.793  |            | Ribeirão Preto     | São Paulo          |
| Nelson de Castro Ribeiro             | ARENA   | 13.569  |            | Jaraguá            | Goiás              |
| Hélio Mauro                          | ARENA   | 12.859  |            | Goiânia            | Goiás              |
| Tobias Alves                         | MDB     | 12.482  |            | Miguelópolis       | São Paulo          |
| José de Assis                        | ARENA   | 12.407  |            | Mineiros           | Goiás              |
| Antônio Pereira da Silva             | ARENA   | 11.955  |            | Porto Nacional     | Tocantins          |
| Leão di Ramos Caiado Filho           | ARENA   | 11.537  |            | Goiás              | Goiás              |
| Alcântara Marques Palmeira           | ARENA   | 10.448  |            | Itaberaí           | Goiás              |
| Jesus Meireles                       | ARENA   | 9.944   |            | Luziânia           | Goiás              |
| Manoel Mendonça                      | ARENA   | 9.409   |            | Hidrolândia        | Goiás              |
| Clarismar Fernandes dos Santos       | MDB     | 8.673   |            | Goiânia            | Goiás              |
| Tércio Caldas                        | ARENA   | 8.462   |            | Itaberaí           | Goiás              |
| Darcy Gomes Marinho                  | ARENA   | 8.404   |            | Carolina           | Maranhão           |
| Iturival Nascimento                  | MDB     | 8.209   |            | Rio Verde          | Goiás              |
| Vanderlan Moura                      | ARENA   | 8.171   |            | Goiânia            | Goiás              |
| César de Almeida Melo                | ARENA   | 8.120   |            | Jataí              | Goiás              |
| Osmar Xerxes Cabral                  | ARENA   | 8.014   |            | Rio Verde          | Goiás              |
| Paulo Rezek Andery                   | ARENA   | 7.811   |            | Gália              | São Paulo          |
| Ênio Paschoal                        | ARENA   | 7.668   |            | Catalão            | Goiás              |
| Luiz Soyer                           | MDB     | 7.631   |            | Inhumas            | Goiás              |
| Genésio de Barros                    | ARENA   | 7.513   |            | Morrinhos          | Goiás              |
| Joaquim de Lima Quinta               | ARENA   | 7.435   |            | Piracanjuba        | Goiás              |
| João Felipe                          | MDB     | 7.405   |            | Catalão            | Goiás              |
| Klepper da Silva                     | ARENA   | 7.140   |            | Rio Verde          | Goiás              |
| Derval de Paiva                      | MDB     | 7.128   |            | Cumari             | Goiás              |
| Domingos Pereira Valadão             | ARENA   | 6.956   |            | Anicuns            | Goiás              |
| José Avelino Rocha                   | MDB     | 6.736   |            | Trindade           | Goiás              |
| Lúcio Lincoln de Paiva               | MDB     | 6.323   |            | Araguari           | Minas Gerais       |
| Clepino Antônio de Araújo            | MDB     | 6.113   |            | Goiás              | Goiás              |
| Juarez Magalhães de Almeida          | MDB     | 6.093   |            | Formosa            | Goiás              |
| Ronaldo Jaime                        | MDB     | 5.749   |            | Pirenópolis        | Goiás              |